# 小行星3072
小行星3072（3072 Vilnius）是一颗围绕太阳公转的小行星。1978年9月5日，尼古拉·切爾尼赫在克里米亚发现了此天体。
該小行星以立陶宛的首都維爾紐斯命名。
这颗小行星的绝对星等为140.02181等。